# ورزشگاه ناپلئون
ورزشگاه ناپلئون Napoleon Stadium ورزشگاهی چند منظوره در عکا، اسرائیل می‌باشد. امروزه از آن بیشتر برای برپایی مسابقه‌های فوتبال و به عنوان ورزشگاه خانگی باشگاه فوتبال هاپوئل عکا استفاده می‌شود. این ورزشگاه گنجایش ۵۰۰۰ نفر تماشاچی را دارد.